# Бакыбека
Бакыбека (каз. Бақыбек, до 2007 г. — Кизень) — село в Тюлькубасском районе Туркестанской области Казахстана. Входит в состав Майлыкентского сельского округа. Код КАТО — 516030200.

## Население
В 1999 году население села составляло 546 человек (274 мужчины и 272 женщины). По данным переписи 2009 года, в селе проживали 644 человека (324 мужчины и 320 женщин).